# Миглау, Маргарита Александровна
Маргарита Александровна Миглау (16 марта 1926[…], Лезье, Ленинградская губерния — 18 марта 2013[…], Москва) — советская оперная певица, сопрано, профессор Российской академии музыки им. Гнесиных, Народная артистка РСФСР (1973).

## Биография
Маргарита Александровна Миглау родилась 16 марта 1926 года в деревне Лезье, Ленинградская губерния. В 1951 окончила музыкальное училище г. Тарту (ЭССР) по классу сольного пения Салме Канн, в 1956 — институт им. Гнесиных (класс Н. Д. Шпиллер).
После окончания института была по конкурсу принята в ГАБТ СССР, в стажёрскую группу, а затем переведена в солистки оперы. Дебютировала на сцене в партии Пажа в опере Верди (Риголетто). Проработала в театре до 1986 года.
С 1983 преподавала на кафедре сольного пения РАМ им. Гнесиных.
Умерла 18 марта 2013 года в Москве. Похоронена на Введенском кладбище (29 уч.).

## Творчество
Первая советская исполнительница на сцене ГАБТ СССР партии Сенты, в опере Р. Вагнера «Летучий Голландец». Эту партию она неоднократно пела на сцене лейпцигской оперы. К числу значительных ролей Миглау надо отнести Чио-Чио-сан в опере Дж. Пуччини. В этом образе выходила на сцену Большого театра 173 раза. Среди лучших партий: Татьяна в опере Чайковского «Евгений Онегин» и Маргарита в опере Гуно «Фауст». В 1969 году спела Эльзу, в опере Вагнера «Лоэнгрин»(концертное исполнение), партнёром Миглау был И. С. Козловский. Последний раз певица вышла на сцену Большого театра в 1989 году, в роли Леоноры (Верди «Трубадур»), Маргарите Миглау в ту пору было 63 года.
Выступала как камерная певица и в симфонических концертах: «Колокола» С. Рахманинова, Девятая симфония Л. Бетховена, Реквиемы Дж. Верди и В. А. Моцарта, «Соловей» Игоря Стравинского (дирижёр Е. Светланов), «На поле Куликовом» Ю. Шапорина (дирижёр Е. Светланов), «Из Гомера» Римского-Корсакова (дирижёр Е. Светланов) и др. Последний концерт 2001 года! Гастролировала за рубежом (Венгрия, КНДР, Италия, Канада, Япония, Германия).

### Оперные партии
1956
- «Риголетто» Дж. Верди — Паж

1957
- «Борис Годунов» М. Мусоргского — Ксения
- «Укрощение строптивой» В. Шебалина — Бианка
- «Свадьба Фигаро» В. А. Моцарта — Крестьянка

1958
- «Русалка» А. Даргомыжского — Ольга
- «Князь Игорь» А. Бородина — Половецкая девушка
- «Травиата» Дж. Верди — Аннина
- «Пиковая дама» П. Чайковского — Маша

1959
- «Чио-Чио-сан» Дж. Пуччини — Кэт
- «Её падчерица» Л. Яначека — Барена
- «Риголетто» Дж. Верди — Графиня Чепрано
- «Иоланта» П. Чайковского — Бригитта
- «Война и мир» С. Прокофьева — Дуняша

1960
- «Кармен» Ж. Бизе — Мерседес
- «Повесть о настоящем человеке» С. Прокофьева — Варя
- «Сказка о царе Салтане» Н. Римского-Корсакова — Повариха

1961
- «Мать» Т. Хренникова — Сашенька
- «Аида» Дж. Верди — Жрица
- «Чародейка» П. Чайковского — Поля
- «Джалиль» Н. Жиганова — Жена поэта
- «Не только любовь» Р. Щедрина — Наташа

1962
- «Свадьба Фигаро» В. А. Моцарта — Графиня
- «Судьба человека» И. Дзержинского — Зинка
- «Кармен» Ж. Бизе — Фраскита
- «Царская невеста» Н. Римского-Корсакова — Сенная девушка

1963
- «Евгений Онегин» П. Чайковского — Татьяна
- «Летучий голландец» Р. Вагнера — Сента
- «Хованщина» М. Мусоргского — Эмма
- «Кармен» Ж. Бизе — Микаэла

1964
- «Садко» Н. Римского-Корсакова — Волхова
- «Октябрь» В. Мурадели — Манюша
- «Пиковая дама» П. Чайковского — Прилепа

1965
- «Сон в летнюю ночь» Б. Бриттена — Елена

1966
- «Сказание о невидимом граде Китеже и деве Февронии» Н. Римского-Корсакова — Сирин
- «Чио-Чио-сан» Дж. Пуччини — Чио-Чио-сан
- «Неизвестный солдат» К. Молчанова — Медсестра

1968
- «Сказка о царе Салтане» Н. Римского-Корсакова — Царевна-лебедь

1969
- «Снежная королева» М. Раухвергера — Ворона Клара
- «Оптимистическая трагедия» А. Холминова — Старая женщина

1970
- «Фауст» Ш. Гуно — Маргарита
- «Псковитянка» Н. Римского-Корсакова — Стеша

1973
- «Трубадур» Дж. Верди — Леонора

1975
- «Зори здесь тихие» К. Молчанова — Марья

1977
- «Игрок» С. Прокофьева — Пестрая дама

1979
- «Золото Рейна» Р. Вагнера — Вельгунда

1980
- «Катерина Измайлова» Д. Шостаковича — Аксинья

1981
- «Евгений Онегин» П. Чайковского — Ларина
- «Война и мир» С. Прокофьева — Перонская

1985
- «Повесть о настоящем человеке» С. Прокофьева — Мать Алексея
- «Семен Котко» С. Прокофьева — Мать Семена

ДИСКОГРАФИЯ (Полные оперы и фрагменты из опер – студийные записи)
1958 А. С. Даргомыжский: «Русалка» (дир. Е. Ф. Светланов) – Ольга
1960 С. С. Прокофьев: «Повесть о настоящем человеке» (дир. – М. Ф. Эрмлер) – Варя
1961 С. С. Прокофьев: «Война и Мир» (дир. А. Ш. Мелик-Пашаев) – Дуняша
1966 П. И. Чайковский: «Пиковая дама» (дир. Б. Э. Хайкин) – Маша
1969 А. П. Бородин: «Князь Игорь» (дир. М. Ф. Эрмлер) – Половецкая девушка
1969 М. Р. Раухвергер: «Снежная королева» (дир. М. Ф. Эрмлер) – Ворона Клара
1970 М. П. Мусоргский: «Борис Годунов» (фрагменты; дир. М. Ф. Эрмлер) –  Ксения
1975 Ф. Легар: «Веселая вдова» (дир. А. Г. Михайлов) – Валентина
1976 М. П. Мусоргский: «Хованщина» (фрагменты; дир. М. Ф. Эрмлер) –  Эмма
Другие записи
«Иоланта», фильм-опера. Вокальная партия Бригитты (1963 г.).
Н. А. Римский-Корсаков: «Из Гомера». Прелюдия-кантата для трех женских голосов, женского хора и оркестра. М. А. Миглау, сопрано; Н. С. Исакова, меццо-сопрано; Г. С. Королева, контральто. (Дир. Е. Ф. Светланов).
Ж. Бизе. «Кармен». Цыганская песня (И. К. Архипова, М. А. Миглау, Г. В. Деомидова; дир. А. Ш. Мелик-Пашаев).
Дж. Верди: «Травиата». Сцена Аннины и Виолетты, дуэт Виолетты и Альфреда (Г. П. Вишневская, С. Я. Лемешев, М. А. Миглау; дир. Б. Э. Хайкин). 
Р. Вагнер. "Летучий голландец". Дуэт Сенты и Голландца (с. В. В. Валайтисом; дир. Б. Э. Хайкин). Не опубликован. 
Сольная пластинка (выпуск 1985 г.) Арии из опер. Римский-Корсаков: «Песня Марии («Пан воевода»), Ария  Царевны Лебедь («Сказка о царе Салтане), Ария Сервилии («Сервилия»). К. М. Вебер: Ария Агаты («Вольный стрелок»). Верди: Ария Леоноры, Каватина Леоноры («Трубадур»), Пуччини: Монолог Чио-Чио-сан, Прощание Чио-Чио-сан («Чио-Чио-сан»). Бизе: Ария Микаэлы («Кармен»). Записи 1968-1984 гг. 

## Награды и звания
- Орден Трудового Красного Знамени (25 мая 1976 года) — за заслуги в развитии советского музыкального и хореографического искусства и в связи с 200-летием Государственного академического Большого театра СССР[5]
- Медаль «Ветеран труда» (1988)
- Народная артистка РСФСР (1973)
- Заслуженная артистка РСФСР (1966)
- член Союза театральных деятелей (1963)
- член совета Кабинета А. В. Неждановой